# 2000–2001-es szlovák labdarúgó-bajnokság (első osztály)
A 2000–2001-es szlovák nemzeti labdarúgó-bajnokság első osztálya, tíz csapat részvételével rajtolt. Ez volt a nyolcadik bajnoki szezonja Szlovákiának. A bajnokságot, az AŠK Inter Slovnaft Bratislava nyerte. 

## A bajnokság végeredménye
| Helyezés | Csapat                        | M  | Gy | D  | V  | RG | KG | P  |                                                           |
| -------- | ----------------------------- | -- | -- | -- | -- | -- | -- | -- | --------------------------------------------------------- |
| 1.       | AŠK Inter Slovnaft Bratislava | 36 | 25 | 5  | 6  | 73 | 28 | 80 | 2001–2002-es UEFA-bajnokok ligája – Harmadik selejtezőkör |
| 2.       | ŠK Slovan Bratislava          | 36 | 21 | 8  | 7  | 84 | 49 | 71 | 2001–2002-es UEFA-kupa – Első kör                         |
| 3.       | MŠK SCP Ružomberok            | 36 | 15 | 10 | 11 | 51 | 48 | 55 | 2001–2002-es UEFA-kupa – Első kör                         |
| 4.       | FC Artmedia Petržalka         | 36 | 15 | 9  | 12 | 59 | 55 | 54 |                                                           |
| 5.       | MŠK Žilina                    | 36 | 11 | 12 | 13 | 41 | 46 | 45 |                                                           |
| 6.       | FK Matador Púchov             | 36 | 9  | 13 | 14 | 47 | 53 | 40 | 2001–2002-es UEFA-kupa – Első kör                         |
| 7.       | Tatran Prešov                 | 36 | 10 | 10 | 16 | 44 | 54 | 40 |                                                           |
| 8.       | FK Ozeta Dukla Trenčín        | 36 | 11 | 6  | 19 | 35 | 59 | 39 |                                                           |
| 9.       | 1. FC Košice                  | 36 | 10 | 7  | 19 | 42 | 61 | 37 |                                                           |
| 10.      | FC Spartak Trnava             | 36 | 8  | 10 | 18 | 39 | 62 | 34 | 2001–2002-es szlovák másodosztály                         |

## Külső hivatkozások
- rsssf.com
- A bajnokság honlapja